# 南雲大輔
南雲 大輔（なぐも だいすけ、11月3日 - ）は、日本の男性声優。岩手県出身。シグマ・セブン所属。

## 略歴
専門学校東京アナウンス学院出身。2021年11月1日付でシグマ・セブンeから移籍。

## 人物
趣味はカードゲーム、BB戦士収集、家庭菜園。特技は牛の世話、将棋、剣道、Eスポーツ実況・解説（2017年度遊戯王世界大会実況担当など）。

## 出演
太字はメインキャラクター。

### テレビアニメ
2014年
- 四月は君の嘘（観客）
- フランチェスカ（中島登）
- 未確認で進行形（男子生徒）

2015年
- アルスラーン戦記（兵士）
- 学戦都市アスタリスク（2015年 - 2016年、機械音声、男A、部下、マフィアA、部下A、招待客A） - 2シリーズ
- 食戟のソーマ（男子生徒C）

2016年
- 一人之下 the outcast（男）

2017年
- 政宗くんのリベンジ（生徒）

2018年
- パズドラ（警備）
- Free!-Dive to the Future-（星川翼、部員）

2019年
- スタンドマイヒーローズ PIECE OF TRUTH（客、刑事）
- ドラえもん（テレビ朝日版第2期）（2019年 - 2020年、銃士B、郵便屋さん）
- 名探偵コナン（甘木康介）

2020年
- number24（部員）
- 遊☆戯☆王SEVENS（大森麺三郎）
- 戦翼のシグルドリーヴァ（パイロット）

2022年
- 遊☆戯☆王ゴーラッシュ!!（2022年 - 2025年、大森麺ジャブ朗）
- アークナイツ（2022年 - 2025年、レユニオン兵、ヤング、サルカズ兵、グッドボーイ号パイロット） - 3シリーズ

2023年
- 弱虫ペダル LIMIT BREAK（観客）

2025年
- ギルドの受付嬢ですが、残業は嫌なのでボスをソロ討伐しようと思います（アイデン）

### ゲーム
- アウトディビジョン -刑徒隷僕区-（2015年、風祭司[18]）
- 薔薇に隠されしヴェリテ（2016年、オルレアン公爵[19]）
- ブレス オブ ファイア6 白竜の守護者たち（2016年、男性主人公[20]）
- グランクレスト戦記 戦乱の四重奏（2018年、ルーカス）
- 幻想大陸エレストリア（2018年、ライトロス[21]、アングレス[22]）
- 白猫プロジェクト（2019年、カードサモナー、司会者）
- フードファンタジー（2020年、湯葉の野菜春巻き[23]）
- 遊戯王 デュエルリンクス（2023年 - 2024年、大森麺三郎、大森麺ジャブ朗[24]）
- PROGRESS ORDERS（2025年、オラント[25]）

### 特撮
- ウルトラマンX（2015年、三面怪人ダダの声）

### テレビ
- TBS
  - ツボ娘
- NHK
  - マイケル・サンデル 白熱教室
  - バークレー白熱教室
  - ETV特集「宮沢賢治 銀河への旅〜慟哭の愛と祈り〜」（声の出演）
- NTV
  - ザ!世界仰天ニュース
  - 行列のできる法律相談所
  - 世界を変えるテレビ
  - OH!マイホーム 〜地球の暮らし方〜
- EX
  - スーパーJチャンネル
  - BREAK OUT
- TX
  - ヒットの秘密SP
  - 世界の衝撃ストーリー
  - 実録世界のミステリー
  - 日経スペシャル カンブリア宮殿
  - タカトシの涙が止まらナイト
  - ニッポン無名偉人伝
  - どれみる!?春アニメ大集合スペシャル
  - 特捜警察ジャンポリス（出演）
- CX
  - 〜ニッポンの技術力で救え!?〜 悩めるボクだけのヒミツ道具
  - どうぶつランキンZOO
  - 有吉弘行のダレトク!?
  - 灼熱！ダンススタジアム 冬のバトルトーナメント
  - 何するカトゥーン?
- TVK
  - 未来に伝える地球の今
- NHK BS
  - ワラッチャオ!
  - 発掘アジアドキュメンタリー
- BS日テレ
  - 早見あかりが「百瀬」になった日。
- BS-TBS
  - 動物の赤ちゃん大集合！〜かわいいだらけの2時間SP〜[26]
- BS11
  - グッドマザーズ
- ナショナルジオグラフィックch
  - 解体トレジャーハンター
  - 世界最古の階段ピラミッド
  - シャークマン 巨大ザメ捕獲大作戦

### ラジオ
- TBSラジオ
  - バナナマンのバナナムーンGOLD

### ラジオドラマ
- TBSラジオ エブ★ラジ 夜の連続スマホ小説「ラブダイエット」[27]

### ドラマCD
- うたの☆プリンスさまっ♪ シアターシャイニング（2015年）
- ヘタリア The World Twinkle ドラマCD-dann-（2015年）
- 墜落JKと廃人教師（2019年） - 花とゆめ 2019年16号付録ドラマCD

### デジタルコミック
- Beeマンガ
  - ビー・バップ・ハイスクール（2011年5月1日 ‐ [28][29]）
  - 午前3時の無法地帯（2012年12月20日 ‐ 、たもつ[30]）
  - 手っ取り早くオトコにモテる方法
  - 闇金ウシジマくん
- ちゃおチャンネル うちの犬が子ネコ拾いました。（2021年、マロ・主）

### オーディオブック
- キリノセカイ

### ボイスノベル
- テイルズ オブ ヴェスペリア 断罪者の系譜（2014年）

### TV-CM
- 獣電戦隊キョウリュウジャー ガシャポン

### 舞台
- ワレワレのモロモロ2024 札幌東京編（2024年[31]）

### その他コンテンツ
- 遊☆戯☆王オフィシャルカードゲーム番組・大会 司会・実況[32]
  - YouTube「遊戯王ラッシュデュエルTV」（ラッシュマスター ダイスケ[33]）
  - YouTube「遊戯王マスターデュエル はじめるならサ店に行くぜ!!（遊戯王OCGチャンネル）」（2022年8月26日 - 、サ店マスター)
- DVD「NEWS LIVE TOUR 2016 QUARTETTO」ナレーション
- ドラゴンクエスト ライバルズ 勇者杯2019夏決勝大会 実況[34]

### シリーズ一覧
1. ↑  1st SEASON（2015年）、2nd SEASON（2016年）
2. ↑  第1期『【黎明前奏/PRELUDE TO DAWN】』（2022年）、第2期『【冬隠帰路/PERISH IN FROST】』（2023年）、第3期『【焔燼曙明/RISE FROM EMBER】』（2025年）